# Inazuma Eleven (sorozat)
Az Inazuma Eleven (イナズマイレブン; Hepburn: Inazuma Irebun, ’Villám tizenegy’) sport-szerepjáték, melyet a Level-5 fejleszt és jelentet meg. 2013 augusztusáig világszerte körülbelül 6,5 millió példányt adtak el a sorozat tagjaiból.

## Videójátékok

### Főjátékok
- Inazuma Eleven (2008: Nintendo DS, 2012: Nintendo 3DS)
- Inazuma Eleven 2 (2009: Nintendo DS, 2012: Nintendo 3DS)
- Inazuma Eleven 3 (2010: Nintendo DS, 2012: Nintendo 3DS)
- Inazuma Eleven 1, 2, 3!! Endó Mamoru denszecu (az első három játék gyűjteményes kiadása) (2012: Nintendo 3DS)
- Inazuma Eleven: Eijú tacsi no Great Road (2020: Android, iOS, Nintendo Switch, PlayStation 4)

### Inazuma Eleven GO-trilógia
- Inazuma Eleven GO (2011: Nintendo 3DS)
- Inazuma Eleven GO 2: Chrono Stone (2012: Nintendo 3DS)
- Inazuma Eleven GO 3: Galaxy (2013: Nintendo 3DS)

### Spin-off játékok
- Inazuma Eleven Future (nem jelent meg: feature phone-ok)
- Inazuma Eleven Dash (2010: feature phone-ok)
- Inazuma Eleven Strikers (2011: Wii)
- Inazuma Eleven Strikers 2012 Xtreme (2011: Wii)
- Inazuma Eleven GO Strikers 2013 (2012: Wii)
- Inazuma Eleven Everyday (2012: Nintendo 3DS)
- Line Puzzle de Inazuma Eleven (2013: Android, iOS)
- Inazuma Eleven Online (2014: Windows)
- Inazuma Eleven SD (2020: Android, iOS)

## Média

### Animesorozatok és filmek
- Inazuma Eleven
- Inazuma Eleven: Szaikjó gundan óga súrai
- Inazuma Eleven GO: Kjúkjoku no kizuna Griffon
- Inazuma Eleven GO vs. Danball szenki W
- Inazuma Eleven: Csó dzsigen Dream Match
- Inazuma Eleven: Ares no tenbin
- Inazuma Eleven: Orion no kokuin

### Mangák
- Inazuma Eleven
- Inazuma Eleven GO
  - Inazuma Eleven GO: Chrono Stone
  - Inazuma Eleven GO: Galaxy